# خاندان قهرمانان
خاندان قهرمانان یا سلسله جنگجویان (به انگلیسی: Dynasty Warriors) یک سری از بازی‌های سبک اکشن و تاکتیکی است که توسط Omega Force و Koei ساخته شده‌است. اولین نسخه از این سری بازی در سبکی متفاوت (مبارزه‌ای) از دیگر نسخه‌ها بود. این سری از بازی‌ها موفق‌ترین فرنچایز شرکت Koei بوده‌است. این سری در سال ۲۰۱۱ هجده میلیون نسخه فروخت.

## سری‌های اصلی
اولین نسخه از این سری بازی‌های سلسله جنگجویان در سبکی متفاوت یعنی در سبک مبارزه‌ای بود که بیشتر شبیه به مجموعه بازی‌های Tekken بوده‌است و در سال ۱۹۹۷ و برای پلی استیشن انتشار یافته‌است. نسخه بعدی در ژاپن به عنوان Shin Sangokumusou و در کشورهای دیگر به عنوان Dynasty Warriors 2 منتشر شد. از این نسخه به بعد بازیکن می‌تواند با انتخاب یک شخصیت سطوح مختلف و جنگ هارا طی کند و تمام امپراطوری‌ها را شکست دهد و چین را زیر یک امپراطوری واحد ببرد. در این حالت از بازی که به عنوان "Musou Mode" شناخته می‌شود ژنرال معمولاً از سه پادشاهی مختلف (وو، شو، وی، با این حال از نسخه Dynasty Warriors 3: Xtreme Legends به بعد هر ژنرال داستان مجزا به خود را دارد) انتخاب می‌شود. خاندان قهرمانان نسخه سوم دارای دو شخصیت مخفی Fu Xi و Nu Wa است که در حالت Musou Mode نمی‌توان با آنان بازی کرد.
در سلسله جنگجویان ۲ , سلسله جنگجویان ۳ , سلسله جنگجویان ۵ , سلسله جنگجویان ۶ هر کدام از شخصیت‌ها دارای Musou Mode مختلف هستند. در سلسله جنگجویان ۴ , سلسله جنگجویان ۷ , سلسله جنگجویان ۸ هر کدام از سه امپراطوری Musou Mode مختلفی دارند و هر یک از امپراطوری‌ها با شخصیت‌های خاص خود به نبرد می‌پردازند. مراحل بازی در یک دید سوم شخص و دوربین در پشت شخصیت که با نیروهای دشمن درگیر است انجام می‌شود. هر یک از سناریوها دارای شرایط برد و باخت مختلف هستند.
در سلسله جنگجویان ۵، یک حالت Musou نسبتاً واقعی تر برای هر یک از شخصیت معرفی شده‌است. شخصیت به جای شرکت در تمام جنگ‌های امپراطوری خود، در نبردهای خاص که خود در آن حضور داشت حاضر می‌شود که با توجه به رمان یا تاریخ واقعی بوده‌است. ممکن است برخی از شخصیت‌ها هیچگاه فرصت رویارویی با شخصیت دیگری را نیافته بودند (برای مثال دیدار Zhuge Liang با Lu Bu که هرگز اتفاق نیفتاده بود). علاوه بر این، حالت Musou یک شخصیت ممکن است قبل از وحدت چین در هر نقطه‌ای به پایان برسد یا مرگ آن شخصیت فرا برسد. برخی از شخصیت‌ها مانند سه بنیانگذاران ممکن است در نبردهای پس از مرگشان حضور داشته باشند (مانند حضور Cao Cao در نبرد Wuzhang) به واسطه رهبری طولانی مدت آنان که با موفقیت همراه بود.

## تغییرات نسخه‌های جدید
اکشن بازی به نوعی بیشترین سهم را در نسخه‌های جدید داراست. شما پس از ورود به هر استیج با شمار عظیمی از سربازان مواجه می‌شوید و تنها باید از شمشیرتان کار بکشید. البته کاراکترها از ویژگی‌های فرابشری و فوق‌العاده و منحصر به فرد نیز بهره می‌برند تا اکشن بازی از یکنواختی بیش از حد در بیاید. از جمله این مکانیک‌های فرا بشری می‌توان به قابلیت یورش طوفانی (Storm Rush) اشاره کرد. ضمن این که از نسخه هفت به بعد می‌توان سلاح کاراکتر مورد نظر را تعویض کرد و از قدرت Rage در کنار Mousu و Attack نیز بهره برد.

## کاراکترها
در هر نسخه کاراکترهای جدید اضافه می‌شود که هر کدام داری اسلحه مجزا است.
در نسخه هشت کارکترهای زیر اضافه شده‌اند.
| Shu          | Wu       | Wei     | Jin           |
| ------------ | -------- | ------- | ------------- |
| Guan Yinping | Lu Su    | Yue Jin | Zhang Chunhua |
| Guan Xing    | Han Dang | Li Dian | Jia Chong     |
|              |          |         | Wen Yang      |